# Höstvisa
"Höstvisa" är en finlandssvensk visa med text av Tove Jansson och musik av Erna Tauro. Refrängen lyder: "Skynda dej älskade, skynda att älska, dagarna mörkna minut för minut..." Den finska texten ("Syyslaulu") skrevs av Esko Elstelä, den norska ("Høstvise") av Hanne Krogh. Det finns även en isländsk text av Aðalsteinn Ásberg Sigurðsson ("Haustvísa").
Erna Tauro sjöng melodin 1965 i en tävling om bästa visan på svenska radion i Helsingfors, där den kom trea. Låten förknippas dock främst med inspelningen från 1977 av den finlandssvenska sånggruppen Cumulus, som det året intog första platsen på Svensktoppen. Cumulus har även sjungit in låten på finska.
Melodin har även spelats in och framförts av Bo Andersson (1969, på finska 1972), Marjatta Leppänen (på finska 1975), Margareta Söderberg och gruppen Arbete & fritid (1975), Kjell Hansson (1977), Vikingarna på Kramgoa låtar 5 (1977), Hanne Krogh (på norska 1980), Singer Pur (1996), Göteborgs Symfonietta (instrumentalt 1998) och Arja Saijonmaa (2014).
Titeln på Alex Schulmans bok Skynda att älska är tagen från refrängen.